# Google Primer
Google Primer es una aplicación móvil gratuita de Google, diseñada para enseñar marketing digital y habilidades empresariales a pequeños y medio empresarios, startups, y buscadores de trabajo que utilizan aplicaciones interactivas rápidas.  Es una parte de las iniciativas Grow with Google de Google y Digital Unlocked.
Primer oficialmente debutó en los Estados Unidos en septiembre de 2015 y es ahora está disponible en Latinoamérica, Indonesia, India, Canadá, y Australia. En mayo de 2018, la aplicación Google Primer experimentó una redefinición para hacerla más accesible a todos los  usuarios y para proporcionar contenido de lección nueva encima accesibilidad.